# Fernand Franck
Fernand Franck (ur. 6 maja 1934 w Esch-sur-Alzette) – luksemburski duchowny rzymskokatolicki, arcybiskup luksemburski w latach 1990–2011.

## Życiorys
Święcenia kapłańskie otrzymał 29 czerwca 1960. Od 1977 pracował w różnych urzędach Kurii Rzymskiej.
21 grudnia 1990 papież Jan Paweł II prekonizował go arcybiskupem archidiecezji luksemburskiej. Sakry biskupiej udzielił mu jego poprzednik arcybiskup Jean Hengen. Współkonsekratorami byli arcybiskup José Tomás Sánchez oraz biskup Hermann Josef Spital.
12 lipca 2011 papież Benedykt XVI przyjął jego rezygnację z urzędu, złożoną ze względu na wiek emerytalny.
Konsekrował swojego następcę, arcybiskupa luksemburskiego Jean-Claude Hollericha (2011). Był ponadto współkonsekratorem podczas sakry biskupa pomocniczego trewirskiego Geharda Jakoba (1993) oraz biskupa pomocniczego luksemburskiego Léona Wagenera (2019).